# Slot Loynga
Slot Loynga (of in modern Nederlands: Slot Loënga) is een voormalige state in Loënga.
Het slot werd in 1664 bewoond door Cornelis Haubois, toentertijd Burgemeester van Sneek. Tussen 1697 en 1714 werd het bewoond door Tjalling van Sixma, grietman van Rauwerderhem en lid van de Gedeputeerde Staten.
In 1760 werd er op deze locatie een boerderij gebouwd, genaamd Haubois. Deze boerderij is nog altijd in bedrijf.